# Гласний
Гласний (рос. гласный) — член зборів, що має право гласу, в Російській імперії. З 1785 року гласними називали членів міських дум, а з часу введення в дію земських установ — і членів земських рад, повітових і губернських.

## Гласні міських дум
У своїй «Грамоті на права та вигоди містам Російської Імперії» 1785 року Катерина II вперше законодавчо оформила основні засади місцевого самоврядування. Так, згідно з пунктом 158 грамоти, щоб скласти голос від справжніх містян, щотри роки повинні були збиратися у кожній частині (районі) міста справжні городові обивателі, щоб обрати від себе за балами одного гласного в міську думу. А потім кожен Гласный справжніх городських обивателів повинен був з'явитися до Міського Глави. Пункт 159 стверджував принципи вибору окремих гласних від купецтва:
Чтобъ составить голосъ гильдейской, собирается всякіе три года каждая гильдія, и выбираетъ по баламъ одного Гласнаго каждой гильдіи. Каждый Гласный явиться долженъ у Городскаго Главы.

Екатерина II. Грамота на права и выгоды городамъ Россійской Имперіи
Згідно з Міським положенням 1892 р.,
- У гласні могли обиратися лише особи, які мають право голосу на виборах (ст. 43).
- Число гласних з нехристиян не повинно було перевищувати однієї п'ятої частини загального числа гласних (ст. 44).
- Гласні обиралися на чотири роки.
- У містах, що мають не більш ніж сто виборців, у думі було 20 гласних. Там, де кількість виборців була понад сто, на кожні п'ятдесят виборців понад це число додавалося по три гласних, поки кількість їх не сягала: у столицях — 160, у губернських містах з населенням понад сто тисяч і в місті Одеса — 80, у губернських, обласних, що входять до складу градоначальств і значних повітових містах — 60, у решті міських поселень — 40 (ст. 56).
- Гласні не мали недоторканності. Навпаки, гласні, притягнені до судової відповідальності, усувалися зі складу думи, до закінчення судового провадження (ст. 59).